# Henry Small
Henry Small (nacido en 1941) es un informatólogo estadounidense. Su contribución en el campo de la Información y Documentación se centra en el campo de la bibliometría, donde creó los mapas o atlas de la ciencia. También es historiador de la ciencia.

## Biografía
Henry Small se doctora en Química e Historia de la ciencia en 1971 por la Universidad de Wisconsin-Madison. Trabaja brevemente como historiador de la ciencia en el American Institute of Physics’ Center for History and Philosophy of Physics hasta que en 1972 ficha por el Instituto para la Información Científica (ISI) en Filadelfia, donde comienza a investigar el análisis de citas y la co-citación en información científica; es nombrado director del departamento de investigación hasta su jubilación.
Fue nombrado presidente de la International Society for Scientometrics and Informetrics (ISSI) desde 2003 a 2007, siendo su sexto presidente. También pertenece al consejo de redacción de numerosas revistas prestigiosas como Scientometrics o Journal of the American Society for Information Science.

## Obra académica. Los mapas de la ciencia
Las investigaciones realizadas por Henry Small han servido para mejorar el entendimiento de las estructuras, las relaciones y la evaluación de la ciencia. Basándose en las teorías sobre la indización por citas creada por Eugene Garfield y los estudios cuantítativos de Derek John de Solla Price, e inspirándose en la obra de Robert K. Merton sobre filosofía de la ciencia, Small diseñó un método para plasmar gráficamente el desarrollo de la ciencia.
En 1973, Henry Small junto a Belver Griffith publican un artículo en JASIS que revolucionaría el campo de la bibliometría. Propone la co-citación (de grandes campos temáticos de las bases de datos del ISI) como una medida importante para relacionar documentos y autores. Small y Griffith se basan en la premisa de que si dos documentos o dos autores son citados juntos en trabajos posteriores en numerosos casos, significa pues que están trabajando en el mismo tema; es decir, cuanto más aparezcan juntos, más relacionados están. 
En este artículo científico, Small describe los métodos necesarios para representar gráficamente la información bibliográfica sobre un campo científico y elaborar un mapa o atlas. Al principio, utilizó técnicas estadísticas multivariantes, con los que crear una matriz donde se recogen el n.º de veces que un autor, una revista o un campo temático aparece; se realiza análisis de cluster y un escalonamiento multidimensional (MDS), con los que construye el mapa representativo de los elementos referentes a un campo específico del conocimiento. 
Sin embargo, esta técnica solo podía representar un campo específico de la ciencia, denominada perspectiva micro, sin posibilidad de representar un campo temático grande, denominada perspectiva macro. Henry Small investigó en ello y en 1997, desecha el escalonamiento multidimensional y utiliza la técnica de triangulación de clusters, con lo que consigue solventar los niveles de representación de la ciencia y puede crear mapas de grandes espacios documentales de 3 dimensiones. A este método lo denomina Humpty-Dumpty.
Sin embargo, Henry Small no fue el único bibliómetra que ideó los atlas de la ciencia. En la URSS, la informatóloga Irina Marshakova tuvo la misma idea y al mismo tiempo sin haber tenido contacto jamás con Small, por lo que a ambos se les considera como los descubridores de los mapas de la ciencia.

## Obra, premios y reconocimientos
Henry Small ha recibido numerosos premios a lo largo de su carrera. Recibió la Medalla Derek de Solla Price en 1987, compartida con Vasily Nalimov. En 1998 obtuvo el Premio ASIST al Mérito Académico concedido por la Amercian Society of Information Science. También es FELLOW de la American Association for the Advancement of Science (AAAS).
Henry Small ha escrito más de 100 artículos científicos en las revistas más prestigiosas del campo de la bibliometría, la información y la documentación. Entre ellos, destacan:
- Small, H. (1973). Cocitation in scientific literature: New measure of relationship between two documents. EN: Journal Of The American Society For Information Science, 24(4), 265-269.
- Small, H. (1986). The synthesis of specialty narratives from co-citation clusters. En: Journal Of The American Society For Information Science, 37(3). Premio Asis al Mejor Artículo publicado en JASIST en 1987
- Small, H. (1999). Visualizing science by citation mapping. EN: Journal of the American Society for Information Science, 50(9), 799-813.
- Small, H. (1999). A passage through science: Crossing disciplinary boundaries. EN: Library Trends, 48(1), 72-108.
- Small, H. (2003). Paradigms, citations and maps of science: A personal history. EN: Journal of the American Society for Information Science and Technology, 54(5), 394-399.
- Small, H. (2004).On the shoulders of Robert Merton: Towards a normative theory of citation. EN: Scientometrics, 60(1), 71-79.
- Small, H. (2004). Why authors think their papers are highly cited. EN: Scientometrics, 60(3), 305-316.